# Metatrichia waterhousei
Metatrichia waterhousei är en tvåvingeart som först beskrevs av Paramonov 1955.  Metatrichia waterhousei ingår i släktet Metatrichia och familjen fönsterflugor. Inga underarter finns listade i Catalogue of Life.